# 舍利帕基
49°39′53″N 26°1′23″E / 49.66472°N 26.02306°E

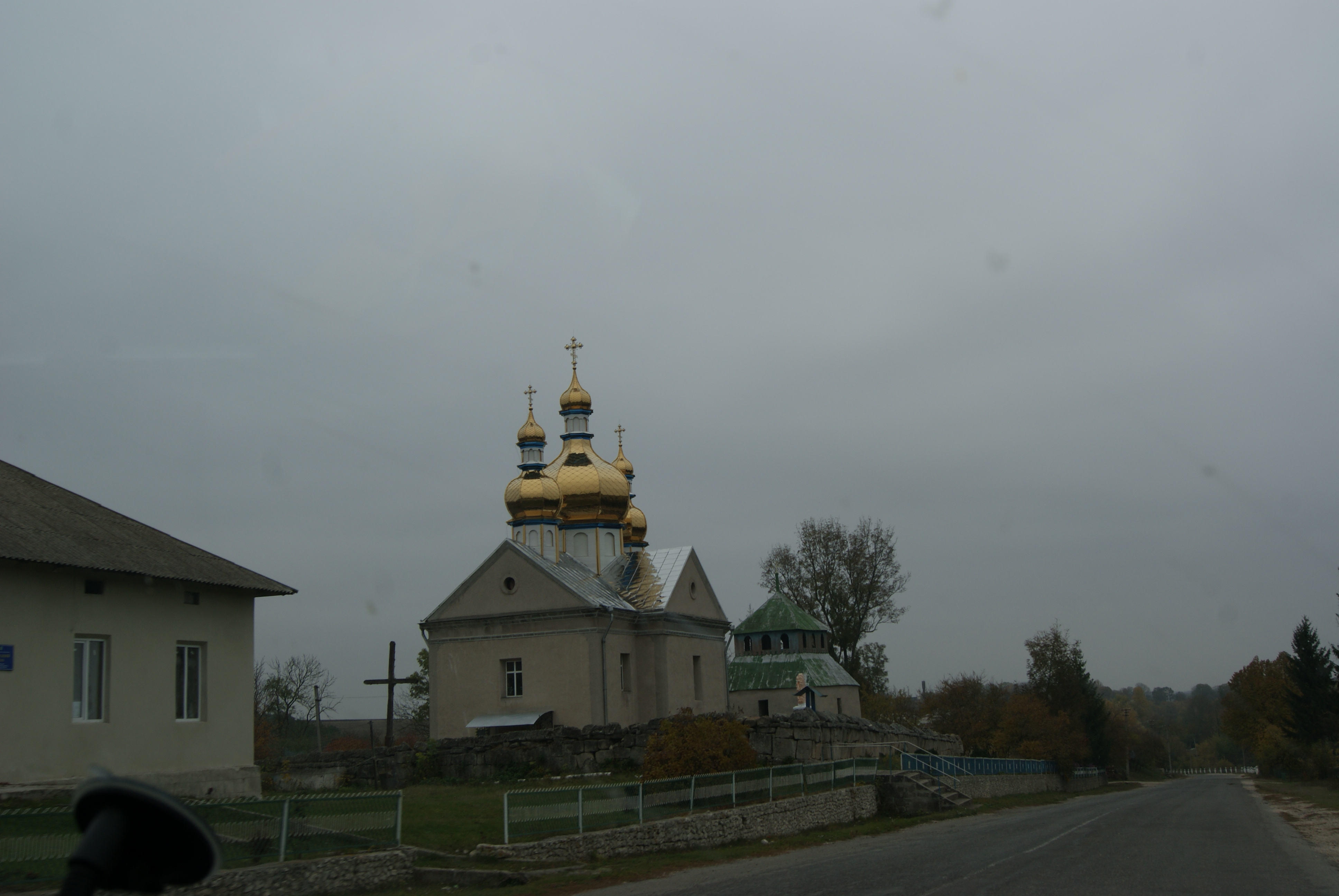
一座位於舍利帕基的教堂

舍利帕基（烏克蘭語：Шельпаки），是烏克蘭的村落，位於該國西部捷爾諾波爾州，由捷尔诺波尔区負責管轄，始建於1463年，面積2.01平方公里，2001年人口472，人口密度每平方公里235.1人。